# Rustam Fagimovich Akhmetov
Rustam Fagimovich Akhmetov (tiếng Nga: Рустам Фагимович Ахметов, sinh ngày 17 tháng 5 năm 1950), là cựu vận động viên nhảy cao Liên Xô.
Ông sinh tại Berdychiv, Cộng hòa Xã hội chủ nghĩa Xô Viết Ukraina và tham gia Hội thể thao tình nguyện Liên Xô tại Berdychiv.
Ông giành huy chương đồng tại Giải vô địch điền kinh trẻ châu Âu 1968  và Giải vô địch điền kinh trẻ châu Âu 1971. Tại Thế vận hội Mùa hè 1972, Ông đứng thứ tám tại Chung kết nhảy cao.. Năm 1971, ông là quán quân Liên bang Xô viết, cạnh tranh với Sergey Budalov và Kestutis Šapka.
Thành tích tốt nhất của Akhmetov là 2.23m, đạt được năm 1971.